# Iran i olympiska sommarspelen 1988
Iran deltog i de olympiska sommarspelen 1988 med en trupp bestående av 27 deltagare, och totalt blev det ett silver.

## Medaljer

### Silver
- Askari Mohammadian - Brottning, fristil, bantamvikt

## Brottning
Fristil
| Brottare              | Gren                   | Inledande omgång      | Inledande omgång        | Inledande omgång       | Inledande omgång       | Inledande omgång      | Inledande omgång       | Final                                        | Placering |
| Brottare              | Gren                   | Omgång 1              | Omgång 2                | Omgång 3               | Omgång 4               | Omgång 5              | Omgång 6 / 7           | Final                                        | Placering |
| --------------------- | ---------------------- | --------------------- | ----------------------- | ---------------------- | ---------------------- | --------------------- | ---------------------- | -------------------------------------------- | --------- |
| Nasser Zeinalnia      | Lätt flugvikt, fristil | Delgado (COL) W 17–0  | Şükrüoğlu (TUR) W 4–3   | Kobayashi (JPN) L Fall | Vanni (USA) L Fall     | Gick inte vidare      | Gick inte vidare       | Match om sjunde plats Anger (GDR) L Walkover | 8         |
| Majid Torkan          | Flugvikt, fristil      | Lo (TPE) W 15–0       | Woodcraft (CAN) W Fall  | Toguzov (URS) L 2–4    | Trstena (YUG) L DNF    | Gick inte vidare      | Gick inte vidare       | Gick inte vidare                             | 13        |
| Askari Mohammadian    | Bantamvikt, fristil    | Battuul (MGL) W Fall  | Kimani (KEN) W 15–0     | Chen (CHN) W Fall      | Noh (KOR) W 16–1       | Ivanov (BUL) W 5–4    | Bye                    | Beloglazov (URS) L 1–5                       | 2         |
| Akbar Fallah          | Fjädervikt, fristil    | Farrugia (MLT) W 15–0 | Kim (KOR) W 4–3         | Bye                    | Bohay (CAN) W 6–1      | Polky (GDR) W 10–3    | Helmdach (FRG) W 5–0   | Bronsmatch Shterev (BUL) L 2–5               | 4         |
| Akbar Fallah          | Fjädervikt, fristil    | Farrugia (MLT) W 15–0 | Kim (KOR) W 4–3         | Bye                    | Bohay (CAN) W 6–1      | Polky (GDR) W 10–3    | Sarkisjan (URS) L 1–12 | Bronsmatch Shterev (BUL) L 2–5               | 4         |
| Amir Reza Khadem      | Lättvikt, fristil      | Bye                   | El-Khodary (EGY) W 16–0 | Rauhala (FIN) L 7–8    | Wattar (SYR) W 17–1    | Fadzajev (URS) L 4–12 | Gick inte vidare       | Gick inte vidare                             | 11        |
| Ayat Vagozari         | Weltervikt, fristil    | Varajev (URS) L 3–5   | Anwar (PAK) W 20–9      | Kumar (IND) W Fall     | Westendorf (GDR) W 6–3 | Hara (JPN) W 12–9     | Sofiadi (BUL) L DNF    | Match om femte plats Rauhala (FIN) L DNF     | 6         |
| Ahmad Afghan          | Mellanvikt, fristil    | Nto (CMR) W Fall      | Iglesias (ESP) W 15–0   | Rinke (CAN) L 6–7      | Sükhbat (MGL) L 0–15   | Gick inte vidare      | Gick inte vidare       | Gick inte vidare                             | 11        |
| Mohammad Reza Toupchi | Lätt tungvikt, fristil | Lukowski (FRG) W 3–2  | Alabakov (BUL) L 2–3    | Kim (KOR) L DSQP       | Gick inte vidare       | Gick inte vidare      | Gick inte vidare       | Gick inte vidare                             | 17        |

Grekisk-romersk stil
| Brottare            | Gren                                | Inledande omgång         | Inledande omgång         | Inledande omgång | Inledande omgång | Inledande omgång | Inledande omgång | Final            | Placering |
| Brottare            | Gren                                | Omgång 1                 | Omgång 2                 | Omgång 3         | Omgång 4         | Omgång 5         | Omgång 6 / 7     | Final            | Placering |
| ------------------- | ----------------------------------- | ------------------------ | ------------------------ | ---------------- | ---------------- | ---------------- | ---------------- | ---------------- | --------- |
| Reza Simkhah        | Lätt flugvikt, grekisk-romersk stil | Scherer (FRG) L 5–10     | Yang (CHN) L 0–16        | Gick inte vidare | Gick inte vidare | Gick inte vidare |                  | Gick inte vidare | 13        |
| Abdolkarim Kakahaji | Flugvikt, grekisk-romersk stil      | Murtoaro (FIN) L 8–10    | Miyahara (JPN) L 1–6     | Gick inte vidare | Gick inte vidare | Gick inte vidare | Gick inte vidare | Gick inte vidare | 14        |
| Ahad Pazaj          | Bantamvikt, grekisk-romersk stil    | Sigde (NOR) L Fall       | Sjestakov (URS) L 0–15   | Gick inte vidare | Gick inte vidare | Gick inte vidare | Gick inte vidare | Gick inte vidare | 20        |
| Ahad Javansaleh     | Fjädervikt, grekisk-romersk stil    | Madzjidov (URS) L 3–8    | Lakhal (TUN) W 5–0       | An (KOR) L DSQ   | Gick inte vidare | Gick inte vidare |                  | Gick inte vidare | 10        |
| Masoud Ghadimi      | Lättvikt, grekisk-romersk stil      | Zhao (CHN) W 2–1         | Abrial (FRA) L Fall      | Kim (KOR) L DSQ  | Gick inte vidare | Gick inte vidare | Gick inte vidare | Gick inte vidare | 21        |
| Reza Andouz         | Weltervikt, grekisk-romersk stil    | Turlychanov (URS) L Fall | Balcı (TUR) L DSQP       | Gick inte vidare | Gick inte vidare | Gick inte vidare | Gick inte vidare | Gick inte vidare | 16        |
| Mehdi Moradi Ganji  | Mellanvikt, grekisk-romersk stil    | Stoykov (BUL) L 0–14     | Fredriksson (SWE) L DSQP | Gick inte vidare | Gick inte vidare | Gick inte vidare | Gick inte vidare | Gick inte vidare | 16        |

## Cykling
Landsväg
Herrar
| Cyklist                                                             | Gren                   | Tid             | Placering       |
| ------------------------------------------------------------------- | ---------------------- | --------------- | --------------- |
| Iraj Amirakhori                                                     | Herrarnas linjelopp    | 4:32:56         | 56              |
| Mohammad Reza Bajoul                                                | Herrarnas linjelopp    | Fullföljde inte | Fullföljde inte |
| Siamak Safarzadeh                                                   | Herrarnas linjelopp    | 4:42:47         | 93              |
| Mostafa Chaichi Abbas Esmaeili Mehrdad Safarzadeh Siamak Safarzadeh | Herrarnas lagtempolopp | 2:15:29,5       | 23              |

Bana
Herrar
| Cyklist         | Gren                  | Kval   | Kval      | Åttondelsfinal   | Kvartsfinal      | Semifinal        | Final            | Placering |
| Cyklist         | Gren                  | Tid    | Placering | Åttondelsfinal   | Kvartsfinal      | Semifinal        | Final            | Placering |
| --------------- | --------------------- | ------ | --------- | ---------------- | ---------------- | ---------------- | ---------------- | --------- |
| Jalil Eftekhari | Herrarnas tempolopp   |        |           |                  |                  |                  | 1:11,683         | 27        |
| Mostafa Chaichi | Herrarnas förföljelse | Varvad | Varvad    | Gick inte vidare | Gick inte vidare | Gick inte vidare | Gick inte vidare | —         |

| Cyklist         | Gren                | Kval | Kval         | Kval      | Final            | Final            | Placering |
| Cyklist         | Gren                | Heat | Poäng        | Placering | Poäng            | Placering        | Placering |
| --------------- | ------------------- | ---- | ------------ | --------- | ---------------- | ---------------- | --------- |
| Jalil Eftekhari | Herrarnas poänglopp | 2    | 13 (–2 varv) | 14        | Gick inte vidare | Gick inte vidare | 29        |

## Friidrott
Herrar
| Idrottare       | Gren              | Tid     | Placering |
| --------------- | ----------------- | ------- | --------- |
| Nasser Babapour | Herrarnas maraton | 3:00:20 | 93        |